# Cymothales congolensis
Cymothales congolensis is een insect uit de familie van de mierenleeuwen (Myrmeleontidae), die tot de orde netvleugeligen (Neuroptera) behoort. 
Cymothales congolensis is voor het eerst wetenschappelijk beschreven door Navás in 1914.